# Museo del Mundo
Museo del Mundo (2016) es una institución virtual, privada, dedicada a la investigación y al coleccionismo de objetos artísticos de raíz popular elaborados en distintos lugares del mundo. Sus fundadoras: Camila Caris Seguel y Esperanza Hidalgo Faúndez, ambas de nacionalidad chilena, buscan recolectar y exponer diversas expresiones artísticas populares con el fin de cuestionar las divisiones que existen entre arte, arte popular y artesanía. 

## Historia
El Museo del Mundo nació como una organización formal en el año 2016 cuando sus fundadoras decidieron reunir sus propias colecciones personales y ponerlas a disposición de un proyecto comunitario que relevara la importancia del arte popular, con una perspectiva que cuestionara los tradicionales juicios donde suelen ser mirados en menos en comparación a las bellas artes y la alta cultura.
La colección fundacional del Museo del Mundo, surgida de la unión entre ambas profesionales, fue conformada por más de 500 objetos de arte popular, producidos en distintos países del globo. Este proyecto ha sido destacado por "La peculiaridad es que el Museo del Mundo no se encuentra en una sala de exhibiciones, sino en una vitrina digital, disponible en museodelmundo.org, con un gran planisferio para georreferenciar sus piezas".
Durante el mes de noviembre del 2018 se realizó su primera exposición en el Centro Cultural de España de Guatemala, llamada “Prácticas de reiteración: Colección Museo del Mundo” junto a obras del artista chileno Wladymir Bernechea. Además durante esta inauguración realizaron conversatorios y visitas guiadas.
Durante el año 2019 se realizó una presentación pública en la Biblioteca Nacional de Chile de la plataforma digital del Museo del Mundo, a modo de destacar la dimensión sociocultural de los objetos almacenados. En marzo de 2019 realizaron una charla sobra arte popular y coleccionismo en Buenos Aires, en el Centro Cultural Matta de la Embajada de Chile, demostrando la colección y los recursos digitales de la organización. También durante el año 2019 se realizó esta actividad en la Biblioteca de la Fundación PAIZ en la Ciudad de Guatemala.
En el año 2020 desarrollaron dos talleres "Procesos para mirar un arte (no) visible" y "Coleccionar la memoria" en la Casa Caníbal del Centro Cultural de España en Costa Rica junto con la distribución de un fanzine denominado "Manual para conformar mi propia colección de arte".
Recientemente, el Museo del Mundo fue incorporado al Registro de Museos de Chile del Sistema Nacional de Museos, siendo el primer museo virtual aceptado por la Subdirección Nacional de Museos del Servicio Nacional del Patrimonio Cultural. Este hito se destaca como un referente para otros museos digitales y en línea.

## Coleccionismo educativo
El concepto de Coleccionismo educativo Archivado el 12 de febrero de 2020 en Wayback Machine. es utilizado por la organización para difundir su colección de manera pedagógica, donde se busca pensar educativamente el acervo y se hace dialogar junto a las memorias históricas locales. Esta medida busca acortar las brechas que existen entre las colecciones, usualmente entendidas como objetos sagrados en espacios físicos distantes, fríos e inalcanzables. Su postura, en cambio, busca interactuar con los micro-relatos internos de cada pieza, para extraer de ellos la relación vívida que tienen con el territorio y la comunidad. Con ello, buscan "reconocerlos como un puente que conecta y reivindica la escena artístico- popular en la esfera global contemporánea". Cada actividad realizada por el Museo del Mundo, desde esta perspectiva del coleccionismo educativo, propone socializar herramientas de apreciación, sensibilidad y valoración para reconocer el trabajo manual o artesanal que ejecutan los distintos productores y centros productores del mundo. 

## Países presentes en la colección
La colección del Museo del Mundo consta de diversas técnicas artesanales ejecutadas en países como: Afganistán, Angola, Argentina, Australia, Bangladés, Bolivia, Bosnia y Herzegovina, Brasil, Camboya, Chile, China, Colombia, Costa Rica, Croacia, Cuba, Dubái, Ecuador, El Salvador, Guatemala, Holanda, India, Kazajistán, Kenia, Kirguistán, México, Montenegro, Nepal, Panamá, Paraguay, Perú, República Checa, Rusia, Senegal, Sudáfrica, Tailandia, Tanzania, Uzbekistán y Vietnam.